# María Fernández Le Cappellain
María de las Mercedes Elodia Fernández Le Cappellain (San José, 22 de enero de 1877 - 23 de noviembre de 1961) fue una escritora y arqueóloga costarricense, quien fue primera dama de Costa Rica de 1917 a 1919, durante la dictadura de su esposo Federico Tinoco Granados.

## Biografía
Nació en San José, 22 de enero de 1877. Es hija de Mauro Fernández Acuña y Ada Le Cappellain Agnew, inmigrante británica. Contrajo nupcias en San José el 5 de junio de 1898 con Federico Tinoco Granados, no tuvieron hijos.
Fernández cursó estudios secundarios en la Gran Bretaña y fue una de las primeras escritoras costarricenses. Publicó en 1909 las novelas Zulai y Yontá, cuya acción se desarrolla en la época prehispánica, y también escribió varios ensayos y monografías, entre los que cabe citar El manantial de Rodas, Una ocarina huetar de 18 notas del Museo Nacional de Costa Rica y Chira, la olvidada cuna de aguerridas tribus precolombinas. 
Fue una de las primeras integrantes de la Sociedad Teosófica de Costa Rica, fundada en 1904, y también una de las fundadoras de las asociaciones benéficas denominadas Gota de Leche y El Abrigo de los Niños. Colaboró asiduamente con otras actividades de beneficencia y con las tareas del escultismo. En 1917, durante el gobierno de su esposo, fundó el Comedor Infantil de San José. Dio también gran impulso a las actividades de la Cruz Roja, cuyo Comité Internacional le concedió en 1949 la medalla Florence Nightingale.
Ella y su marido fueron de los pocos mandatarios que ocuparon el Castillo Azul de San José como residencia y casa presidencial.
Participó en diversas expediciones arqueológicas y fue funcionaria del Museo Nacional de Costa Rica. Representó a Costa Rica en la Conferencia Internacional de Arqueólogos de los países del Caribe, efectuada en Honduras en 1946.

## Fallecimiento
Falleció en San José, el 23 de noviembre de 1961 a 84 años de edad.